# 昭和2年度艦艇補充計画
昭和2年度艦艇補充計画（しょうわ2ねんどかんていほじゅうけいかく）は、日本海軍の軍備計画。1927年（昭和2年）度からの5か年で艦艇27隻が建造された。主な艦艇は高雄型重巡洋艦、空母龍譲など。
前年（1926年（大正15年））度で予算の成立した艦艇についても記す。

## 概要
ワシントン軍縮条約後に成立した大正12年度艦艇補充計画では必要兵力のうちの6割の補助艦艇しか整備できない計算だった。またその後は老朽艦の破棄も予定されており、更に兵力が低下するのが必至な情勢だった。そこで1924年（大正13年）に航空母艦1隻、巡洋艦12隻、駆逐艦36隻、その他合計115隻の補助艦艇を建造する計画を建てた。が、これを全て実行するには約9億円の予算を必要とし、ほぼ実現不可能な計画であった。そこで老齢艦の代艦のみ43隻、約3億2500万円の予算を請求したが成立しなかった。翌年に計画を37隻に圧縮して予算を請求したが1926年（大正15年）度より4隻の駆逐艦が許可されたのみだった。残り33隻は改めて協議され、うち27隻の予算が1927年（昭和2年）に成立した。

## 計画の推移
- 1924年（大正13年）2月の軍令部要求

1925年（大正14年）度からの6か年で115隻建造する計画。
- 1924年（大正13年）9月の予算案

1926年（大正15年）度からの5か年で老朽艦の代艦として43隻建造する計画。
- 1925年（大正14年）10月の予算案

1926年（大正15年）度からの5か年で老朽艦の代艦として37隻建造する計画。
- 1926年（大正15年）3月の第51帝国議会

1926年（大正15年）度からの2か年で駆逐艦4隻建造の予算が認められる。
- 1926年（大正15年）8月の予算案

1927年（昭和2年）度からの4か年で老朽艦の代艦として33隻建造する計画。
- 1927年（昭和2年）3月の第52帝国議会

1927年（昭和2年）度からの5か年で艦艇27隻建造の予算が認められる。
内訳
| 艦艇           | 艦艇       | 計画案 | 計画案      | 計画案   | 予算成立 | 予算成立  | 備考                                                                    |
| 艦種           | 排水量     | 当初案 | 大正13年9月 | 14年10月 | 15年度   | 昭和2年度 | 備考                                                                    |
| -------------- | ---------- | ------ | ----------- | -------- | -------- | --------- | ----------------------------------------------------------------------- |
| 航空母艦       | 27,000トン | 1      |             |          |          |           |                                                                         |
| 航空補給艦※    | 10,000トン | 3      | 2           | 1        |          | 1         | 大正14年10月請求より8,000トン型水上機母艦。航空母艦「龍譲」として完成。 |
| 偵察巡洋艦     | 10,000トン | 12     | 4           | 4        |          | 4         | 高雄型                                                                  |
| 駆逐艦         | 1,900トン  | 36     | 22          | 20       | 4        | 15        | 大正14年10月請求より1,700トン型（吹雪型）                               |
| 潜水艦（巡洋） | 2,000トン  | 8      | 10          | 1        |          | 1         | 巡潜1型改                                                               |
| 潜水艦（高速） | 1,500トン  | 14     | 10          | 4        |          | 3         | 海大5型                                                                 |
| 潜水艦（機雷） | 2,500トン  | 2      | 10          |          |          |           |                                                                         |
| 潜水艦（補給） | 3,500トン  | 4      | 10          |          |          |           |                                                                         |
| 敷設艦         | 5,000トン  | 4      | 4           | 2        |          |           |                                                                         |
| 敷設艦         | 1,200トン  | 12     |             | (2)      |          | 1         | 昭和2年度で5,000トン型に代わり請求。「八重山」として完成。              |
| 急設網艦       | 5,000トン  | 1      |             |          |          |           |                                                                         |
| 基準網艇       | 500トン    | 4      |             |          |          |           |                                                                         |
| 捕獲網艇       | 500トン    | 6      |             |          |          |           |                                                                         |
| 砲艦（大）     | 1,000トン  | 1      |             | 1        |          |           |                                                                         |
| 砲艦（中）     | 820トン    | 1      |             | (1)      |          |           | 昭和2年度で1,000トン型に代わり請求。                                    |
| 砲艦（小）     | 340トン    | 4      |             | 2        |          | 2         | 熱海型                                                                  |
| 工作艦         | 20,000トン | 1      |             | 1        |          |           | 14年10月請求は10,000トン型                                              |
| 給油艦         | 15,400トン | 2      | 1           | 1        |          |           |                                                                         |
| 給兵艦         | 15,000トン | 1      |             |          |          |           |                                                                         |
| 計             | 計         | 115    | 43          | 37       | 4        | 27        |                                                                         |

※軍縮条約制限外である10,000トン以下の航空母艦を航空補給艦と称し整備する計画だった。その後のロンドン軍縮会議で10,000トン以下の艦艇も制限されたので意味が無くなった。

## 艦艇建造

### 大正15年度
大正15年度から2か年で駆逐艦4隻の建造が認められる。総予算は26,110,400円。
- 吹雪型駆逐艦（I型）4隻：（6,527,600円x4）

第40号駆逐艦（東雲）、第41号駆逐艦（薄雲）、第42号駆逐艦（白雲）、第43号駆逐艦（磯波）

### 昭和2年度
1927年（大正16年=昭和2年）度から1931年（大正20年=昭和6年）度までの5か年計画で27隻建造。総予算は16,310,040円。
- 水上機母艦：1隻（8,000トン型）※後に航空母艦に計画変更。
  - 龍驤

- 偵察巡洋艦：4隻（10,000トン型）
  - 高雄型

高雄、愛宕、摩耶、鳥海
- 駆逐艦：15隻（1,900トン型）
  - 吹雪型駆逐艦（I型改、II型、III型）

第44号駆逐艦（浦波）、第45号駆逐艦（綾波）、敷波、朝霧、夕霧、天霧、狭霧、朧、曙、漣、潮、暁 、響、雷、電
- 潜水艦（巡洋）：1隻（2,500トン型）
  - 伊1型改（巡潜1型改）：伊5

- 潜水艦（高速）：3隻（1,630トン型）
  - 伊65型（海大5型）

伊65、伊66、伊67
- 敷設艦：1隻（1,200トン型）
  - 八重山

- 砲艦（小）：2隻（250トン型）
  - 熱海型

熱海、二見

### その後
将来的に艦艇建造が増加するのが予想されたため、建造予算のうち652,468円が昭和4年度から6年度の3か年、設計部門の増員と臨時の潜水艦部設立の予算に組み替えがされた。

## 航空隊
当初案として大正15年度から5か年で陸上航空隊11隊増なども要求された。計画は以下の通り。
- 陸上部隊増
  - 飛行艇隊 : 1隊
  - 水上偵察隊 : 3.5隊
  - 水上攻撃隊 : 3.5隊
  - 陸上機（戦闘）隊 : 3隊
  - 気球隊 : 1隊
- 水上部隊 : 艦載機、水上偵察機など96機